# 都城市立図書館
都城市立図書館（みやこのじょうしりつとしょかん）は宮崎県都城市中町にある市立図書館。都城市中町にある都城市立図書館（本館）と高城町にある高城図書館（分館）、山之口町、山田町、高崎町の3ヶ所の総合支所内それぞれに図書室がある。

## 概要

### 都城市立図書館（本館）

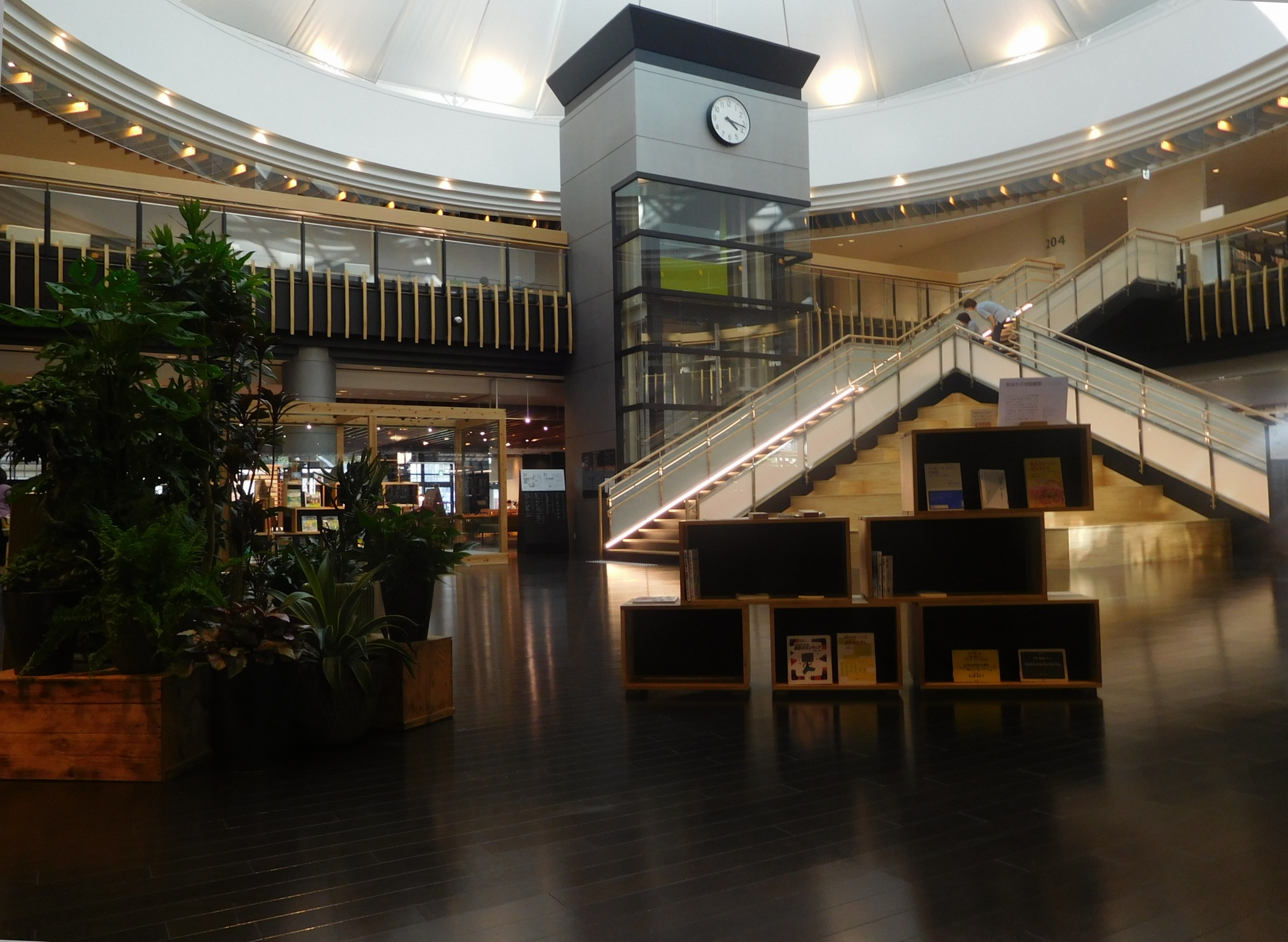
図書館内部

北諸県郡教育会附属図書館、上原文庫、及びそれらを包括した宮崎県立都城図書館を前身とする。
- 所在地：〒885-0071　宮崎県都城市中町16街区15号
  - アクセス： JR九州 「西都城駅」より徒歩12分
- 蔵書数：521,007冊 （2022年3月31日時点）
- 延床面積：8,046 平方メートル
- 開館時間：9:00-21:00
- 休館日：定期休館なし（ただし、施設の保守点検、図書整理に伴い臨時休館あり）

### 都城市立高城図書館（分館）
2009年4月に開設した高城生涯学習センター内に、高城地区公民館図書室から拡充し移転。
- 所在地：〒885-1202　宮崎県都城市高城町穂満坊105番地 (高城総合支所に隣接)
  - アクセス： 高崎観光バス 雀ヶ野線「高城上町」「高城中町」より徒歩5分
- 蔵書数：51,629冊 （2022年3月31日時点）
- 開館時間：9:30-18:00
- 休館日：毎週火曜日（月曜日が祝日の場合は翌日も休館）、国民の祝日（こどもの日および文化の日は開館）、第３日曜日、その他、館内整理日、年末年始の休館日あり。

### 山之口総合センター図書室
- 所在地：〒889-1802 宮崎県都城市山之口町花木1934番地1
- 蔵書数：7,544冊 （2010年3月31日時点）
- 休館日：祝日、年末年始

### 山田総合センター図書室
- 所在地：〒889-4601 宮崎県都城市山田町山田3881番地7
- 蔵書数 10,363冊 （2010年3月31日時点）
- 休館日：祝日，年末年始

### 高崎町たちばな学び館
- 所在地：〒889-4505 宮崎県都城市高崎町大牟田1247番地97
- 蔵書数 9,916冊 （2010年3月31日時点）
- 休館日：祝日，年末年始，蔵書点検期間
- 2009年（平成21年）11月より、たちばな学び館を通じ都城市立図書館・高城図書館の蔵書の貸出を受けられるようになった。

### 移動図書館
- 「くれよん号」: 1996年運用開始。都城市立図書館を拠点に約3,500冊の本を積んで市内各所（小学校・公民館など[1]）を巡回。2021年（令和3年）度は22,059人が利用した[1]。

## 沿革

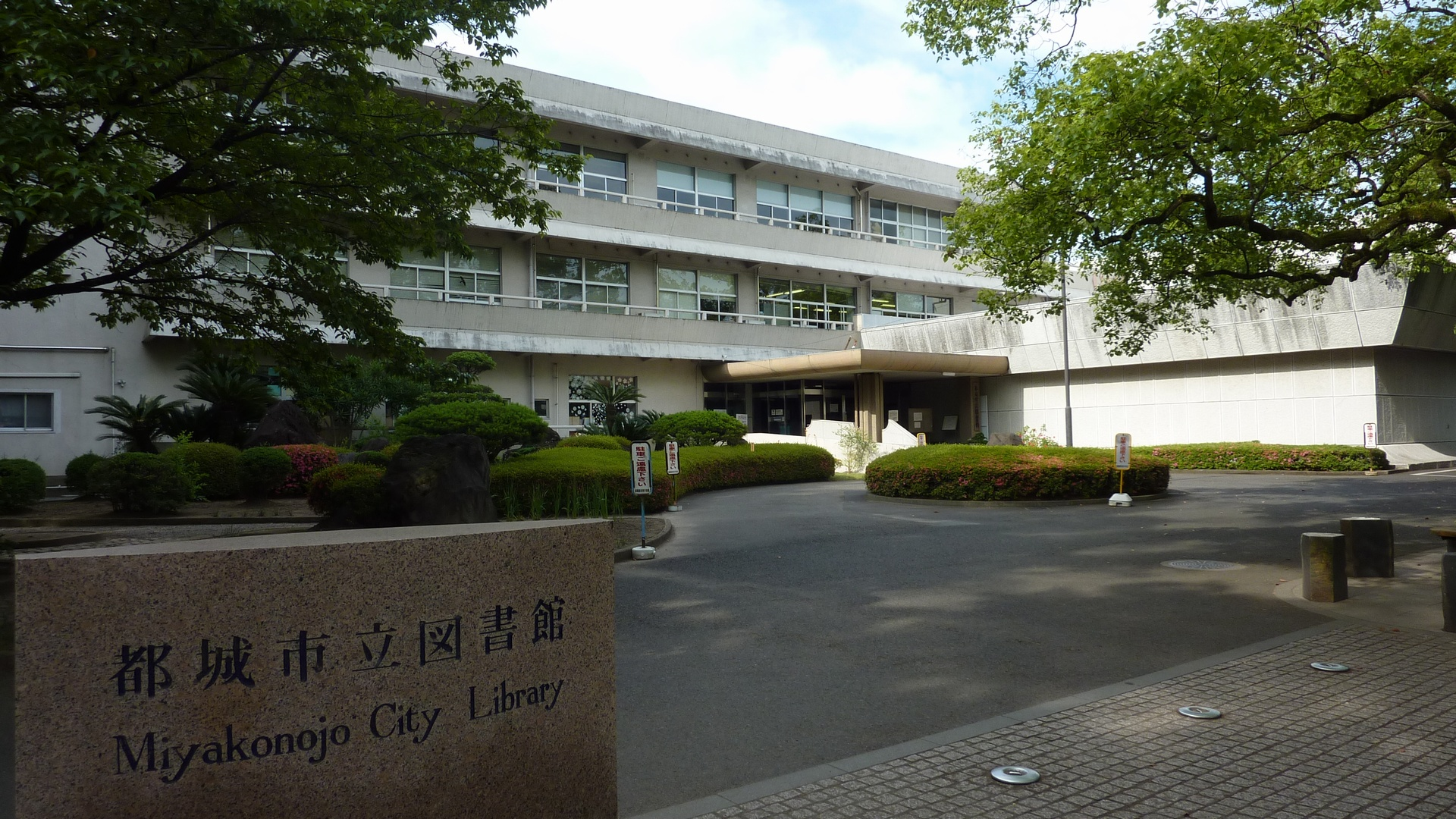
1971年 - 2017年の市立図書館（2010年撮影）

- 1902年（明治35年）2月：私立北諸県郡教育会附属図書館として都城尋常高等小学校 (現明道小学校)内に設置。[2]
- 1903年（明治36年）3月：北諸県郡役所敷地 (現都城市役所北側駐車場)内に移転。
- 1914年（大正3年）8月：上原文庫内に北諸県郡教育会附属図書館を移転。
- 1914年（大正3年）8月：上原勇作の陸軍大臣就任を記念した上原文庫が開館。
- 1917年（大正6年）7月：上原文庫敷地に新館を建設し、宮崎県立都城図書館が開館。[3](9月2日に閲覧開始)
- 1948年（昭和23年）4月：都城市に移管し都城市立図書館設置。
- 1959年（昭和34年）4月：新館建設準備のため蔵原町に移転。
- 1970年（昭和45年）10月：新館建設工事起工。
- 1971年（昭和46年）8月：新館建設工事竣工。
- 1971年（昭和46年）10月1日：鉄筋コンクリート3階建ての新館が開館。
- 1996年（平成8年）11月：移動図書館「くれよん号」を導入。
- 2009年（平成21年）5月1日：高城図書館が開館。
- 2017年（平成29年）12月4日：旧都城大丸センターモールへの移転準備のため休館。
- 2018年（平成30年）4月28日：旧都城大丸センターモールへ移転。都城市中心市街地中核施設「Mallmall（まるまる）」を構成する施設となる。

## 利用者
日本国内に居住しており、本人確認書類（運転免許証・健康保険証・学生証など）を持っている方は利用可。過去には「都城市民、都城市内に通勤、通学している者をはじめ、三股町、高原町、および鹿児島県曽於市、志布志市民も館外貸出を利用できる」とされていた。

### ホテル宿泊者への貸し出し
2022年（令和4年）7月29日より、図書館に隣接するホテルテラスタ都城の宿泊者に対し、ホテルのルームキーを使って本を貸し出すサービスを開始した。既存の団体貸出の制度を利用したもので、図書館がホテルを団体として登録し、ルームキーをICカードリーダーで読み取って本を貸し出す。リーダーで読み取るのはルームキーの固有番号のみであり、図書館側が宿泊者の個人情報を取得することはない。本を借りた宿泊客は、ホテルをチェックアウトする際にフロントへ本を渡せば返却できる。また、市外在住者も利用登録が可能であるので、チェックアウト後も本を借りたい場合は、通常の個人利用登録をすれば借りることができる。
団体貸出制度を活用し、ルームキーで本を貸し出すのは、日本で初めての取り組みである。サービス開始から2022年8月21日までに24人98冊の利用があった。都城市はこのサービスによる街の活性化、ホテルは集客力の向上を期待している。